# Nangoma
Nangoma è un ward dello Zambia, parte della Provincia Centrale e del Distretto di Mumbwa.